# Tamyens
Els tamyens (també tamien, thamien) són una de les vuit divisions lingüístiques dels pobles Ohlone (Coastanoan), un grup d'amerindis dels Estats Units que vivia al Nord de Califòrnia. Els tamyens ocupaven tota la vall de Santa Clara. L'ús del nom tamyen està registrat ja en 1777, es tracta d'un nom ohlone per a la ubicació de la primera Missió de Santa Clara (Missió de Santa Clara de Thamien) al riu Guadalupe. El pare Pena esmena en una carta a Juníper Serra que l'àrea al voltant de la missió era anomenada Thamien pels nadius. Els pares missioners aixecaren la missió el 17 de gener de 1777 a la vila nativa de So-co-is-u-ka.

## Llengua
Els tamyens parlaven tamyen, una llengua ohlone septentrional que probablement es va extingir a començaments del segle xix.
El nom "tamyen", també anomenat Costano Santa Clara, s'ha estès en el sentit dels indis de la Vall de Santa Clara, així com per a la llengua que parlaven. El tamyen és un dels dialectes costano dins la família de les llengües utianes. Va ser la primera llengua que parlaven els nadius en la primera i segona Missió Santa Clara (ambdues fundades en 1777). Lingüísticament, es pensa que chochenyo, tamyen i ramaytush podien ser dialectes d'una mateixa llengua.

## Territori
El territori tamyen s'estenia per la major part de l'actual comtat de Santa Clara (Califòrnia) i era rodejat per altres pobles ohlone: ramaytushes al nord-oest de la península de San Francisco, chochenyos al nord-est i est, mutsun al sud, i els awaswas al sud-oest.
Durant l'era de les Missions espanyoles a Califòrnia, la vida dels tamyens va canviar amb la construcció al seu territori de la Missió de Santa Clara, i més tard amb la Missió de San José de Fremont (fundada el 1797). La majoria es va traslladar a alguna d'aquestes missions i foren batejats, van viure i van estudiar per ser catòlics neòfits, també coneguts com a indis de missió, fins que la missió fou suspesa pel govern mexicà en 1834. Una gran majoria dels tamyens va morir de malalties a les missions.
Actualment els tamyen s'han unit amb altres pobles ohlone de l'àrea de la badia de San Francisco sota el nom de Tribu Muwekma Ohlone. Els Muwekma Ohlone han demanat actualment el reconeixement federal.

## Tribus i viles tamyens
Els tamyens (tamien, thamien) estan associats amb l'assentament original de la Missió de Santa Clara (Missió de Santa Clara de Thamien) al riu Guadalupe, 1777. La totalitat de la vall de Santa Clara era poblada per dotzenes de viles de parla tamyen, moltes a Coyote Creek.